# Kristen Gutoskie
Kristen Gutoskie est une actrice canadienne, née le 23 août 1988.

## Biographie
Kristen Gutoskie est né le 23 août 1988. Elle a grandi dans la banlieue de Toronto avec sa mère, une infirmière, son père, un vendeur d'ordinateur et sa grande sœur.
Elle a étudié à l'Université Wilfrid-Laurier, où elle a pris des cours de hip-hop durant son temps libre.

## Carrière
Elle débute au cinéma en 2011 dans Moon Point de Sean Cisterna.

## Filmographie

### Cinéma
- 2011 : Moon Point de Sean Cisterna : Sarah Cherry
- 2016 : The Dust Storm (cy) d'Anthony Baldino et Ryan Lacen : Nora
- 2017 : The Maestro d'Adam Cushman : Estelle Oppenheimer
- 2020 : Eat Wheaties! de Scott Abramovitch : Suzie
- 2021 : All the World Is Sleeping de Ryan Lacen : Nell
- 2021 : Jonesin' de Scott Westby : Gina

#### Courts métrages
- 2009 : Recession Dating d'Andre Rehal : Janet
- 2013 : That's So Relatable : Soon or Later de Michael Riccio : Amber
- 2013 : Playground of Dreams de Jordan Service : Audrey
- 2014 : Instagram : A Caption Story de Michael Riccio : Une femme
- 2018 : Sightless de Cooper Karl : Ellen

#### Séries télévisées
- 2000 : Real Kids, Real Adventures : Sherry Dicker
- 2001 : Unité 156 (In a Heartbeat) : Donna
- 2000 - 2001 : System Crash (en)
- 2009 - 2010 : Aaron Stone : Beth
- 2010 : Pure Pwnage : Une femme
- 2010 - 2011 : Les Vies rêvées d'Erica Strange (Being Erica) : Georgie Giacomelli
- 2011 : Breakout Kings : Rose
- 2011 : Rookie Blue : Miranda
- 2011 : Originals : Trish
- 2011 - 2012 : Beaver Falls (en) : Raphael
- 2013 : Republic of Doyle : Kyla MacRury
- 2016 : Alerte Contagion (Containment) : Katie Frank
- 2016 : Relationship Status : Pembrooke
- 2016 - 2017 : Vampire Diaries : Seline
- 2017 : L'Arme Fatale (Lethal Weapon) : Molly Hendricks (saison 2)
- 2017 : The Handmaid's Tale : La Servante écarlate (The Handmaid's Tale) : Beth
- 2018 - 2022 : Chicago Fire : Chloé Cruz
- 2021 : Narcos : Mexico : Dani
- 2021 : Y, le dernier homme (Y : The Last Man) : Sonia

#### Téléfilms
- 1999 : Restless Spirits de David Wellington (en) : La fille de Coli
- 2002 : Verdict in Blood de Stephen Williams : Leah
- 2010 : Vacances avec Derek (Vacation with Derek) : Roxy Dunbarton

### Productrice
- 2009 : Recession Dating
- 2013 : Playground of Dreams
- 2015 : 5PiX (productrice exécutive)

## Doublage francophone
En France
- Alexandra Ansidei dans
  - Containment
  - Vampire Diaries

Au Québec
- Bianca Gervais dans
  - Des vacances avec Derek